# Зезина, Ольга Николаевна
Зе́зина Ольга Николаевна (3 февраля 1937 — 30 ноября 2014, Москва) — советская и российская учёная зоолог и гидробиолог, специалистка по современным брахиоподам.

## Биография
В 1959 году окончила Московский технический институт рыбной промышленности и хозяйства имени А. И. Микояна. С 1960 года до конца жизни работала в Институте океанологии имени П. П. Ширшова РАН. Участвовала в шести экспедициях на корабле «Витязь». Занималась систематикой и зоогеографией современных брахиопод и их роли в морских сообществах. Доказала, что современные брахиоподы как фильтраторы имеют важное значение в океане. Ею был выделен глубинный, батиальный пояс фильтраторов-брахиопод. О. Н. Зезина впервые предложила схему биогеографического районирования батиальной зоны океана. Описала 27 новых для науки видов современных брахиопод, установила новые семейство Tythothyrididae Zezina, 1979 и подсемейства Acanthobasiliolinae Zezina, 1981 и Phaneroporinae Zezina, 1981. Автор и соавтор более 170 научных работ, включая 4 монографии.

## Избранные труды
- Зезина О. Н. Экология и распространение современных брахиопод. — М.: Наука, 1976. — 138 с.
- Зезина О. Н. Современные брахиоподы и проблемы батиальной зоны океана / Ответственный редактор А. П. Кузнецов. — М.: Наука, 1985. — 248 с. — 500 экз.
- Зезина О. Н. Современные  брахиоподы  в  составе  естественного  донного  биофильтра морей  России / Под редакцией Г. А. Афанасьевой. — М.: Палеонтологический  ин-тРАН., 1997. — 85 с. — 300 экз. — ISBN 5-201-15397-6.

## Виды, названные в честь О. Н. Зезиной
- Leptognathia zezinae Kudinova-Pasternak, 1973
- Septicollarina zezinae Bitner, 2009